# Hyparrhenia involucrata
Hyparrhenia involucrata är en gräsart som beskrevs av Otto Stapf. Hyparrhenia involucrata ingår i släktet Hyparrhenia och familjen gräs. Utöver nominatformen finns också underarten H. i. breviseta.